# César Mendoza
César Leonidas Mendoza Durán (Santiago, 11 de septiembre de 1918-Santiago, 13 de septiembre de 1996) fue un jinete y carabinero chileno. Se desempeñó como general director de Carabineros de Chile entre 1973 y 1985, siendo miembro de la Junta Militar de Gobierno durante la dictadura militar encabezada por el general Augusto Pinochet.
También destacó como jinete, al adjudicarse la medalla olímpica de plata en la competencia de salto ecuestre por equipos en los Juegos Olímpicos de Helsinki 1952.

## Familia y estudios
Nació el 11 de septiembre de 1918, en la ciudad de Santiago de Chile, siendo el penúltimo de once hijos del matrimonio formado por Atilio Mendoza Valdebenito, profesor de ciencias y primer alcalde de la comuna de La Cisterna, y Amalia Durán, pianista.Realizó sus estudios de bachillerato en el Instituto Nacional, egresando en 1937.

### Matrimonio e hijos
Se casó en 1948 con Alicia Mónica Godoy, con quien tuvo dos hijos.

## Carrera policial
En 1938 realizó el servicio militar obligatorio como estudiante en el «Regimiento de Caballería Cazadores», y en 1940 ingresó a la Escuela de Carabineros, siendo ascendiendo a subteniente el 9 de abril de 1941.
Durante su carrera policial, desempeñó diversas funciones dentro de la institución: en 1942 como teniente en Molina, Talca y en la Escuela de Carabineros. Ascendió a capitán en 1953 y a mayor en 1959.
Pasó por las comisarías de las comunas de Providencia, Lontué, San Miguel, 6.ª de San Bernardo y 8.ª de Santiago, entre otras. Obtuvo diversos títulos, como el de maestro en equitación, y fue profesor de la cátedra de sociología policial.
En 1961, se graduó en el Instituto Superior de Carabineros y prestó servicios como comisario en la 14.ª comisaría de Providencia, como subdirector y director subrogante (s) del Instituto Superior, y como fiscal administrativo de la prefectura de Valparaíso.
En 1965, ascendió a teniente coronel y prestó servicios como prefecto 2° jefe en Concepción, como fiscal en la prefectura general de Santiago y como prefecto del Tránsito de Santiago. El 1 de julio de 1968 fue ascendido a coronel; mientras de desempeña como fiscal de la Fiscalía Administrativa de la prefectura general de Santiago, como prefecto 2° jefe y como prefecto jefe de Santiago. En 1970 fue ascendido a general, y en 1972 a general inspector.
Por otra parte, fue un destacado jinete. En 1949, representando a Carabineros de Chile, integró el equipo ecuestre que actuó en los torneos internacionales de Estados Unidos y Canadá. Ganó una medalla de plata en los Juegos Olímpicos de 1952 de Helsinki (Finlandia), y en 1959 participó en los Juegos Panamericanos de Chicago, como integrante del equipo chileno de Adiestramiento que obtuvo medalla de oro donde en la competencia individual, obtuvo la presea de bronce. De la misma manera, en 1960 representó a Chile en los Juegos Olímpicos realizados en Roma.

### Golpe de Estado
Hacia 1973, se desempeñaba como titular de la Dirección Bienestar de Carabineros, encontrándose en el octavo lugar del escalafón institucional. Tras ser contactado por Gustavo Leigh el 10 de septiembre de ese año, se sumó al plan para derrocar al presidente de la República Salvador Allende.
Durante el golpe de Estado del 11 de septiembre de 1973, se encontraba en la Central de Comunicaciones de Carabineros. Desde ahí dirigió el alzamiento de la institución, autoproclamándose general director de Carabineros y desplazando del cargo a José María Sepúlveda, quien se encontraba en el Palacio de La Moneda apoyando al presidente Allende (a quien se mantuvo leal hasta el último momento). En su último discurso emitido por la Radio Magallanes, Allende se refirió a Mendoza como un «general rastrero, que sólo ayer manifestara su fidelidad y lealtad al Gobierno».

### Dictadura militar
Luego del éxito del golpe se integró a la Junta Militar de Gobierno, correspondiéndole trabajar en la 3.ª Comisión Legislativa, destinada a reorganizar lo relacionado con agricultura, obras públicas, transporte y vivienda. Hasta ese momento, Carabineros era una fuerza de servicio público, dependiente del Ministerio del Interior, y no del Ministerio de Defensa Nacional. Durante el tiempo que estuvo al mando de Carabineros, fundó el departamento OS7 (1973); el Instituto de Investigaciones Viales y Psicotécnicas (1976), y el Grupo de Operaciones Policiales Especiales (GOPE, 1978). 
En 1985, los cuerpos sin vida de los militantes comunistas José Manuel Parada, Manuel Guerrero y Santiago Nattino fueron hallados en la vía pública. En un principio se señaló que se trataba de «un ajuste de cuentas entre comunistas», y también se especuló sobre una supuesta responsabilidad de la Central Nacional de Informaciones (CNI), pero las investigaciones del juez José Cánovas Robles descubrieron la culpabilidad de la Dirección de Comunicaciones de Carabineros (DICOMCAR) en el asesinato. El llamado «caso Degollados» provocó su renuncia al mando de la institución el 2 de agosto de 1985, siendo reemplazado por Rodolfo Stange.

### Historial militar

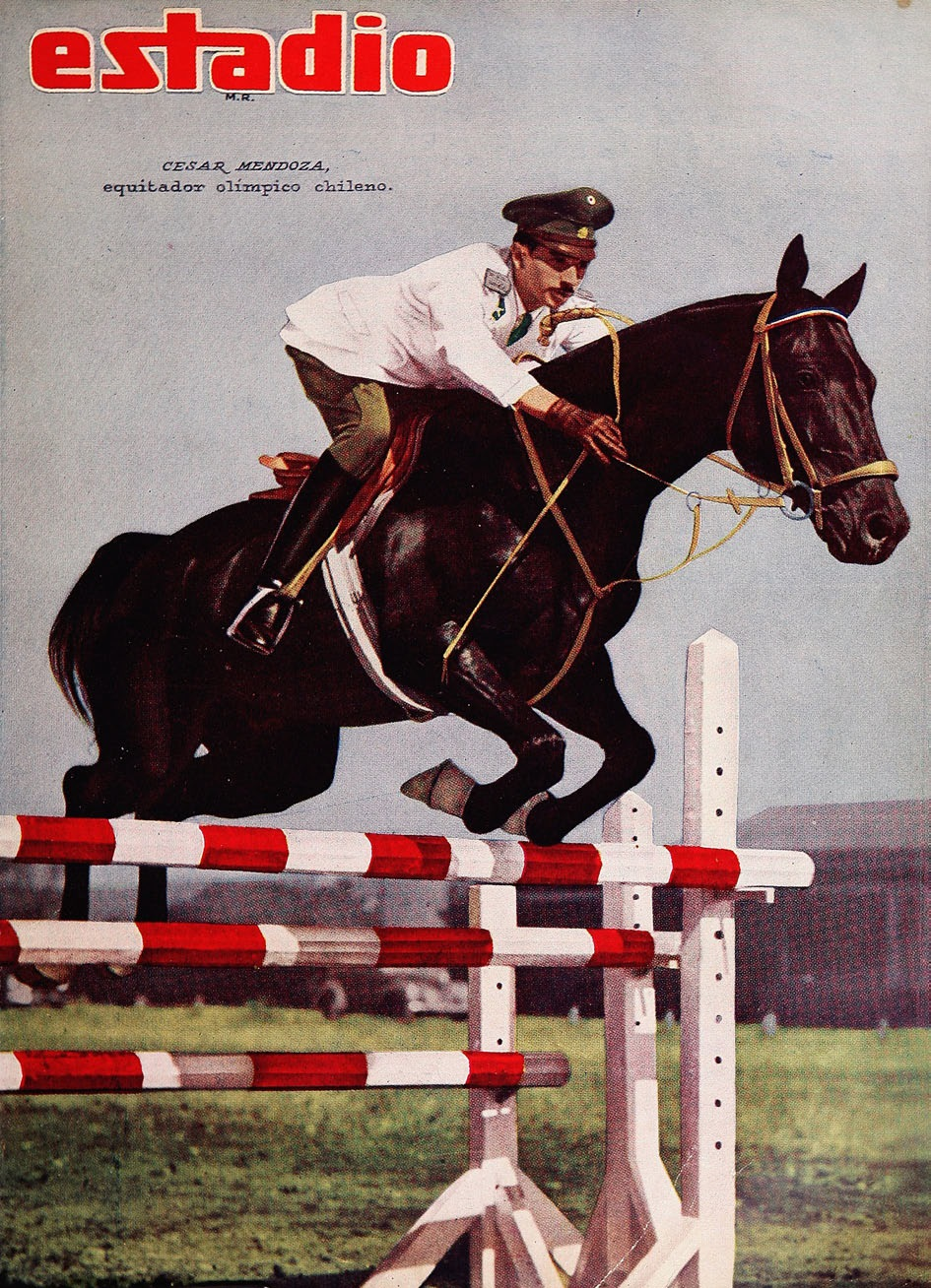
Mendoza en una aparición en la portada de la revista Estadio (1952).

Su historial de ascensos en Carabineros de Chile fue el siguiente:
- 1940: Cadete de la Escuela de Carabineros de Chile
- 1941: Subteniente
- 1947: Teniente
- 1954: Capitán
- 1959: Mayor
- 1965: Teniente coronel
- 1968: Coronel
- 1970: General subinspector
- 1972: General inspector
- 1973: General director

### Condecoraciones

#### Condecoraciones nacionales
- Medalla de Plata por 20 años de servicio en Carabineros de Chile (1960).[3]
- Medalla de Oro por 25 años de servicio en Carabineros de Chile (1965).[3]
- Condecoración Presidente de la República (1973).[3]

#### Condecoraciones extranjeras
- Oficial de la Real Orden Victoriana ( Reino Unido)[3]

## Tras el retiro
Tras acogerse a retiro, en 1987 fue uno de los fundadores de la Universidad Las Condes, ejerciendo como presidente del Consejo Superior de dicho establecimiento. Junto a su esposa, fundó la Corporación de Ayuda al Menor (Cordam), organización para ayudar a niños.
En 1996 permaneció 93 días internado en el Hospital de Carabineros, afectado por un cáncer al páncreas, lo que le provocó la muerte dos días después de cumplir 78 años, el 13 de septiembre de ese año.